# 265
El año 265 (CCLXV) fue un año común comenzado en domingo del calendario juliano, en vigor en aquella fecha.
En el Imperio romano el año fue nombrado como el del consulado de Valeriano y Lucilo o, menos comúnmente, como el 1018 Ab urbe condita, siendo su denominación como 265 posterior, de la Edad Media, al establecerse el Anno Domini.

## Nacimientos
- Eusebio de Cesarea, obispo romano (fecha aproximada)

## Fallecimientos
- 6 de septiembre: Sima Zhao, militar y político chino.
- Ma Jun, ingeniero mecánico chino.